# JMX
Java Management Extensions (JMX) est une API pour Java permettant de gérer le fonctionnement d'une application Java en cours d'exécution. JMX a été intégré dans J2SE à partir de la version 5.0.

## Objectifs
Les fonctionnalités de JMX sont en particulier :
- Modifier dynamiquement le comportement d'une application Java (paramétrage). JMX permet de stopper ou de redémarrer un composant Java, de le retirer ou de l'ajouter à une application, de modifier ses fichiers de configuration ou d'exécuter des opérations ;
- Générer des statistiques sur son fonctionnement et de les rendre disponibles ;
- Notifier des dysfonctionnements.

Ces fonctionnalités sont accessibles en local, mais également à distance.